# 1020 Arcadia
1020 Arcadia هو كويكب، يقع ضمن حزام الكويكبات. اكتشف في 7 مارس 1924.

## روابط خارجية
- 1020 Arcadia في قاعدة بيانات مختبر الدفع النفاث لأجرام النظام الشمسي الصغيرة

- الاكتشاف · مخطط المدار ·  العناصر المدارية · المعلمات المادية

- 1020 Arcadia على موقع ويكي سكاي: DSS2, SDSS, GALEX, IRAS, Hydrogen α, X-Ray, Astrophoto, Sky Map, Articles and images